# Wang Chongyang
Pour les articles homonymes, voir Wang (patronyme).
Wang Chongyang (trad. 王重陽 ; sim. 王重阳), Wang Tchong-yang ou Chongyangzi (重陽子), 11 janvier 1113 – 22 janvier 1170, est le fondateur du courant taoïste Quanzhen et l’un des Cinq patriarches du Nord (běiwǔzǔ 北五祖). Wang est son nom de famille et Chongyang (double yáng) son nom de religion. Il est parfois mentionné sous l’un de ses trois prénoms successifs (Wang Zhongfu 王中孚, Wang Dewei 王德威, Wang Zhe 王喆), ou l’un de ses trois noms sociaux successifs (Wang Yunqing 王允卿, Wang Shixiong 王世雄, Wang Zhiming 王知明). Sous les Yuan, le courant Quanzhen fut investi du contrôle des institutions religieuses du Nord de la Chine ; Wang Chongyang fut titré Seigneur immortel en 1269 par Kubilaï Khan, puis Empereur divin par Wuzong (1308-1311).

## Biographie

### Les débuts
Il naît en 1113 dans une famille aisée du village de Daweicun (大魏村) près de Xianyang au Shaanxi, troisième fils de Wang Baiwan (王百萬). Il reçoit une éducation lettrée qui porte ses fruits, si l’on en croit les textes et poèmes qu’il a laissés, d’assez bonne qualité littéraire. Entre 1135 et 1140, il se présente aux examens impériaux et est reçu avec d’excellents résultats ; il change son prénom et son nom social pour marquer le début de sa carrière de fonctionnaire. Néanmoins, il doit finalement se contenter d’un petit poste de collecteur des taxes sur l’alcool. Ce sous-emploi est généralement expliqué par la politique de discrimination ethnique des empereurs jurchens de la dynastie Jin qui contrôle alors le Nord de la Chine ; l’emploi des Hans est limité et les examens ne jouent plus un rôle aussi important que sous les Song. Profondément déçu, Wang Dewei finit par de désintéresser de son poste pour se consacrer à la pratique taoïste.
En 1159, il prétend avoir rencontré dans un estaminet (ou chez un boucher, selon une autre une version de la légende) du bourg de Ganhe (甘河) les célèbres immortels Lü Dongbin et Zhongli Quan (鍾離權), qui lui auraient enseigné une formule alchimique secrète. L’année suivante, il rencontre de nouveau l’un des immortels qui lui remet le Ganshui xianyuan lu (甘水仙源錄) lui prédisant la rencontre de deux de ses futurs disciples, Ma Yu (馬鈺) et Tan Chuduan (譚處端). Il quitte alors sa famille, adopte ses prénom et nom social définitifs, ainsi que le nom religieux de Chongyang. Il se fait ermite au village de Liujiangcun (劉蔣村) près du mont Zhongnan (終南山). Il y vit d’une façon excentrique, s’adonne à la boisson et reçoit le sobriquet de "Wang l’épileptique" (Wang Haifeng 王害風). Il creuse en état de transe un trou qu’il nomme "tombe du mort-vivant" dans lequel il vit enterré trois ans. Quand il en ressort, il construit par-dessus une hutte qu'il nomme Quanzhen ou Complétude de l'Authentique, nom par lequel son école sera connue. Il vit quatre ans sur le mont, pendant lesquels il recueille quelques disciples, Shi Chuhou (史處厚), Liu Tongwei (劉通微) et Yan Chutong (嚴處常), avec qui il commence à prêcher.

### Le succès
En 1167, devant le peu de succès de sa prédication, il met le feu à son ermitage. Selon la légende, les villageois accourus à l’aide le voient danser à côté des flammes. Il part seul propager sa doctrine au Shandong. A Ninghai (寧海), il fait la connaissance d’un couple riche, Ma Congyi (馬從義) et Sun Bu'er (孫不二), qui deviennent ses disciples et lui apportent un soutien financier et social. Ma Congyi en particulier devient son second sous le nom de Ma Yu (馬鈺). Avec Tan Chuduan (譚處端), guéri miraculeusement, Qiu Chuji (丘處機), Liu Chuxuan (劉處玄), Wang Chuyi (王處一) et Hao Datong (郝大通), ils constituent le groupe des sept premiers disciples qui seront divinisés sous le nom des Sept immortels du Nord (běiqīzhēn 北七真).
À partir de ce moment, la prédication de Wang Chongyang commence à connaître le succès. En moins d’un an, cinq congrégations "des trois doctrines" (sanjiaohui 三教會) se constituent : Les Sept joyaux (Qibaohui 七寶會), La Fleur de jade (Yuhuahui 玉華會), Le Lotus d'or (Jinlianhui 金蓮會), Les Trois lumières (Sanguanghui 三光會) et L’Égalité (Pingdenghui 平等會). Le terme "trois doctrines" (taoïsme, bouddhisme et confucianisme) reflète l’ambition syncrétique de Quanzhen, dont le canon comprend le Classique de la piété filiale et le Sutra du Diamant. Cette tendance au syncrétisme, déjà ancienne, a pris de l’importance sous les Song, comme en témoigne le développement du néo-confucianisme.
Après trois années au Shandong, Wang Chongyang décide à l’automne 1169 de repartir prêcher la bonne parole dans son Shaanxi natal. Laissant Wang Chuyi et Hao Datong sur le mont Kunyu (昆崳山), il emmène avec lui Qiu Chuji, Liu Chuxuan, Tan Chuduan et les époux Ma, mais meurt en route aux portes de Kaifeng en 1170. Ses disciples ramenèrent sa dépouille à Liujiangcun, site de son premier ermitage, où ils font construire à sa mémoire le Temple de l'obtention du Dao (Chongyang chengdao gong 重陽成道宮) ; ils font également ériger à Ganhe le Temple de la rencontre des immortels (Yuxian gong 遇仙宮). Des légendes, refusant cette durée de vie trop courte pour un maître taoïste, prétendent qu'il ressuscita.

## Contribution au taoïsme

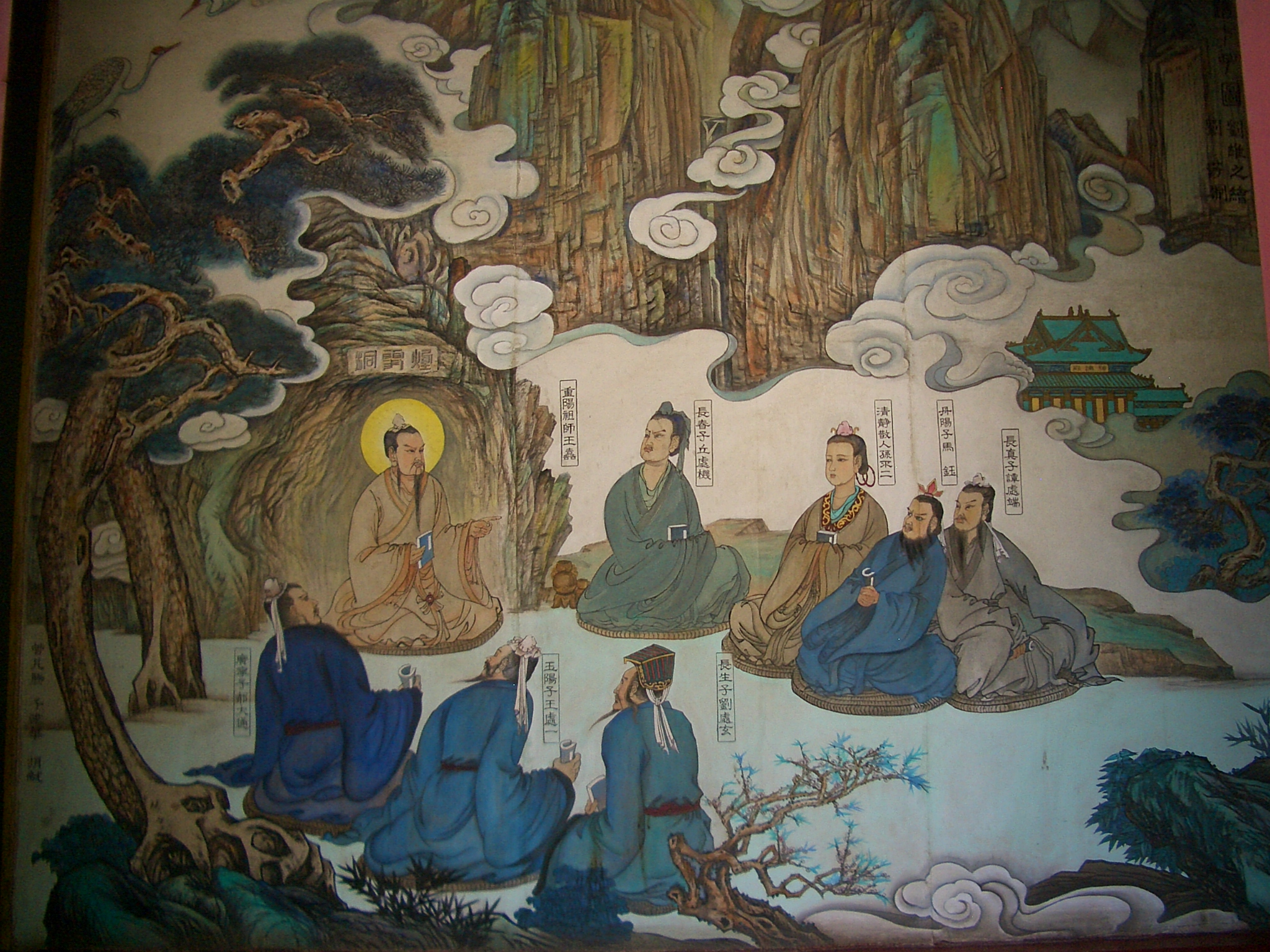
Une peinture dans le temple de Changchun représentant Wang Chongyang et ses 7 disciples.

Combinant diverses traditions taoïstes avec des concepts bouddhistes et néo-confucianistes, Wang Chongyang préconise pour atteindre l’immortalité une voie essentiellement spirituelle et une ascèse sévère vécue de préférence dans le cadre d’un monastère ou d’un ermitage. Il imprime ainsi à son courant un caractère différent des nombreuses écoles alchimiques, magiques ou rituelles, comme celles qui se regrouperont dans le courant Zhengyi, dont les maîtres sont en général mariés. Le succès de Quanzhen marque le recul définitif (mais non la disparition) de l’alchimie externe waigong (外功) devant l’alchimie interne neigong (內功), entamé avec le courant Shangqing.

### Écrits
Wang Chongyang a couché beaucoup de ses instructions sous forme de poèmes, rassemblés par ses disciples dans un recueil : Anthologie de la Complétude de l'Authentique (Chongyang quanzhen ji 重陽全真集). On lui doit aussi Les Quinze Principes fondateurs (Chongyang lijiao shiwulun 重陽立教十五論), l’ Anthologie des transformations (Chongyang jiaohua ji 重陽教化集), Les Secrets des serrures d'or et de jade (Chongyang zhenren jinguanyusuo jue 重陽真人金關玉鎖訣) et, pour l’anecdote, Les Dix Transformations par le partage de la poire (Chongyang fenli shihua ji 重阳分梨十化集), écrit pour exhorter les époux Ma à se séparer afin de réaliser l'idéal de célibat de l'école (le partage de la poire, fenli, est homonyme de séparation). Ses écrits se trouvent dans le Canon taoïste.

### Écoles
À l’imitation des Cinq Écoles et Sept traditions du Chan, Quanzhen s’est donné Cinq Patriarches et Sept Accomplis (wǔzǔqīzhēn 五祖七真).
Les premiers sont l'immortel Donghua (東華帝君) assimilé à Wan Xuanpu (王玄甫), Zhongli Quan, Lü Dongbin, Liu Haichan, Wang Chongyang.
Les Sept Accomplis sont ses premières recrues, qui selon la tradition fondèrent les branches du courant :
Ma Yu (馬鈺) : Yuxian (遇仙) "Rencontre des immortels"
Tan Chuduan (譚處端) : Nanmu (南無) "Hommage" ou Nanwu "Vide austral"
Liu Chuxuan (劉處玄) : Suishan (隨山) "Mont Sui"
Qiu Chuji (丘處機) : Longmen (龍門) "Porte du dragon", branche principale
Wang Chuyi (王處一) :Yushan (崳山) "Mont Yu"
Hao Datong : Huashan (華山) "Mont Hua"
Sun Bu’er（孫不二） : Qingjing (清靜) "Pureté et calme"

## Dans la culture populaire
En faisant de Wang Chongyang l'un des personnages de la Trilogie du Condor, Jin Yong, auteur de romans de kung-fu à succès, a largement popularisé sa figure en dehors des cercles taoïstes, tout en la transformant. Présenté comme un patriote anti-Jurchen et un maître d’arts martiaux accompli, le Wang Chongyang fictif vit, en total décalage avec l’idéal ascétique du personnage historique, une histoire d’amour mouvementée avec une héroïne nommée Lin Chaoying (林朝英). Il n’est pas rare que les amateurs de littérature de kung fu considèrent la version de Jinyong comme entièrement conforme à la vérité historique. Dans les romans, il est parfois surnommé Zhongshentong (中神通).

## Source
- Archives de Xianyang | * Vie de Wang Chongyang sur Taoism.org